# A Naifa
A Naifa (portugiesischer Slang für „das Messer“; auch A/Naifa) ist eine portugiesische avantgardistische Fado-Pop-Band.

## Geschichte
Nach dem neuerwachten Interesse an Fado und insbesondere am 2004 verstorbenen Meister der Portugiesischen Gitarre, Carlos Paredes, gründete sich die Gruppe im gleichen Jahr. Ihre Mitglieder kamen aus verschiedenen Bands, etwa Luís Varatojo von der Punkband Peste & Sida, oder João Aguardela von der Folk-Rock/Pop-Band Sitiados. Vorläufer war das Projekt Linha da Frente (dt. etwa: vorderste Frontlinie), das sich 1999, zum 25. Jahrestag der Nelkenrevolution gegründet hatte, um Salazar-kritische Dichter zu vertonen, und sich dabei portugiesischen Musiktraditionen mit den Mitteln innovativer Popmusik näherte. Linha da Frente bestand u. a. aus Varatojo, Aguardela, der Sängerin Viviane und dem Kussondulola-Sänger Janelo da Costa, und veröffentlichte 2002 ein Album.
A Naifa spielte nur selten auf so großen Bühnen wie 2008 auf dem Weltmusik-Festival FMM. Ihre Mischung aus Klängen, die dem Trip-Hop und anspruchsvoller Popmusik entlehnt sind, und den getragenen Liedern des Fado in seinen wehmütigen, der Saudade nachhängenden Varianten, wandte sich nicht an ein großes Publikum. Ihr Stil erregte in der Musikszene des Landes einige Aufmerksamkeit. Ihr zweites Album 3 Minutos Antes De A Maré Encher (dt.: Drei Minuten bevor die Flut kommt) erreichte 2006 kurzzeitig die portugiesischen Verkaufscharts.
Nach dem Tod von Mitbegründer João Aguardela 2009 ruhte die Band, bevor sie sich 2010 neu formierte und 2012 ein neues Album veröffentlichte. Não se deitam comigo corações obedientes (dt. etwa: Ich lege mich nicht mit gehorsamen Herzen zu Bett) widmeten sie Aguardela. Neu in der Band waren der ehemalige Censurados-Schlagzeuger Samuel Palitos, und die Bassistin Sandra Baptista, die Akkordeon in Aguardelas vorheriger Band Situados gespielt hatte und dessen Lebensgefährtin war. Zuvor war mit Esta Depressão Que Me Anima (dt.: Diese Depression, die mich aufmuntert) eine Sammlung von Texten über den Werdegang der Gruppe erschienen, mit dem 2010 die Band eine Wiederaufnahme ihrer Aktivitäten ankündigte. Die Entscheidung, die Band weiter zu führen, hatten die Musiker anlässlich eines Gedenkkonzertes für Aguardela im Centro Cultural de Belém getroffen.

## Diskografie
- 2004: Canções Subterrâneas
- 2006: 3 Minutos Antes de a Maré Encher
- 2008: Uma Inocente Inclinação Para o Mal
- 2012: Não se deitam comigo corações obedientes
- 2013: As Canções d´A Naifa

## Bibliografie / Filmografie
- A. Naifa: Esta Depressão Que Me Anima. Selbstverlag, Lissabon 2010, beinhaltete eine DVD mit einer Dokumentation und Liveaufnahmen